# Edith Carlmar
Edith Carlmar, född Edith Mary Johanne Mathiesen 15 november 1911 i Kristiania (nuvarande Oslo), död där 17 maj 2003, var en norsk skådespelare och regissör. Hon var den första kvinnan i Norge att regissera spelfilm.

## Biografi
Carlmar var dotter till servitör Carl Johan Henriksen och sömmerskan Agnes Marie Mathiesen. Dottern växte upp tillsammans med sin mor på Östkanten. Det var trångbott och familjens dåliga ekonomi tvingade Carlmar att under en period bo hos fosterfamilj. Modern omgav sig ofta med konstnärer, skådespelare och musiker. Hon ägde ett piano som hon lånade ut till musiker att öva på. Genom modern lärde hon känna teater-, film- och finansmannen Otto Carlmar som hon från 1930 var gift med.
Som 15-åring debuterade Carlmar som dansare vid varietéscenen Kongshavn bad. Sin skådespelardebut fick hon 1933 vid Det Nye Teater där hon kom att stanna i 17 år. Under sin tid där arbetade hon bland andra med Lillebil Ibsen som var gift med regissören Tancred Ibsen. Genom sin fru fick han kännedom om Carlmars önskan att arbeta med film. Han erbjöd henne arbete som scripta i sin film Gjest Baardsen – en norsk Lasse-Maja (1939) och i hans nästa film Tørres Snørtevold (1940) hade hon avancerat till produktionsledare. Carlmar såg Ibsen som sin stora läromästare och inspiratör.
Under andra världskriget växlade Carlmar mellan teater- och filmarbete. Hon var produktionsledare åt bland andra  Helge Lunde, Alfred Maurstad och Toralf Sandø och gjorde även sin skådespelardebut på film i Vigdis, där hon spelade en mindre biroll. I samband med Tysklands ockupation av Norge och den tilltagande nazifieringen av norsk film valde hon att lämna filmvärlden och återvände först 1946 som produktionsledare i Ibsens Et spøkelse forelsker seg.
År 1946 erhöll hon stipendium av Kommunale Kinematografers Landsforbund och reste då till Storbritannien för att studera regi och produktionsledning. Hon stannade tre månader i landet och under sin vistelse följde hon inspelningen av Roy Boultings Fame Is the Spur. Tillbaka i Norge var hon 1948 produktionsledare i Ibsens Den hemlighetsfulla våningen.
Under denna tid växte tanken hos Carlmar på att själv regissera film. För detta ändamål startade hon i februari 1949 filmbolaget Carlmar Film A/S tillsammans med maken. Åren 1949–1959 regisserade hon tio filmer, varav nio producerades av det egna bolaget. Debuten skedde med Kärleken blir din död som mottogs väl av publiken och etablerade Carlmar som en av Norges främsta regissörer under efterkrigstiden. Debuten följdes av Skadeskutt (1951), Ung frue forsvunnet (1953), Aldri annet enn bråk (1954), Bedre enn sitt rykte (1955), På solsiden (1956) och Slalåm under himmelen (1957), som var den enda av Carlmars filmer att inte produceras av det egna bolaget. Hennes nästa film Fjols til fjells (1957) kom att bli mycket framgångsrik och en av Norges största biosuccéer någonsin. År 1958 regisserade hon Lån meg din kone och 1959 sin sista film Unga syndare där Liv Ullmann gjorde sin första större filmroll.
Efter 1959 arbetade Carlmar som kortfilmsregissör, skribent, kontorist och bibliotekarie vid Statens håndverks- og kunstindustriskole. Därtill hade hon biroller i ett flertal filmer. Hon gjorde sin sista skådespelarinsats 2003 i TV-serien Sejer – Elskede Poona, samma år som hon avled.
För sin insatser belönades Carlmar 1994 med hederspriset vid Amandaprisen.
Sedan 2010 utdelas Edith Carlmar-prisen för att hedra Edith Carlmar. Den första pristagaren var Zaklina Stojcevska.

## Filmografi

### Skådespelare
- 1944 – Vigdis
- 1948 – Den hemlighetsfulla våningen
- 1951 – Skadeskutt
- 1953 – Ung frue forsvunnet
- 1957 – Fjols til fjells
- 1962 – Nå gjør vi så...!
- 1963 – Freske fraspark
- 1973 – Jentespranget
- 1974 – Olsenbanden möter kungen och knekten
- 1990 – Svampe
- 1992 – Giftige løgner
- 1996 – Gåten Knut Hamsun
- 2003 – Sejer – Elskede Poona (TV-serie)

### Regi
- 1949 – Kärleken blir din död
- 1951 – Skadeskutt
- 1953 – Ung frue forsvunnet
- 1954 – Aldri annet enn bråk
- 1955 – Bedre enn sitt rykte
- 1956 – På solsiden
- 1957 – Slalåm under himmelen
- 1957 – Fjols til fjells
- 1958 – Lån meg din kone
- 1959 – Unga syndare